# Eumolpianus polumas
Eumolpianus polumas är en loppart som först beskrevs av Traub et Johnson 1952.  Eumolpianus polumas ingår i släktet Eumolpianus och familjen fågelloppor. Inga underarter finns listade i Catalogue of Life.